# Wojciech Jabłkowski z Jabłkowa
Wojciech Jabłkowski z Jabłkowa herbu Wczele – dworzanin królewski w 1536/1537 roku.
Poseł na sejm krakowski 1536/1537 roku, sejm krakowski 1538/1539 roku z województwa poznańskiego i województwa kaliskiego.